# Giovanni Semmola
Giovanni Semmola (Brusciano, 27 dicembre 1793 – Napoli, 3 aprile 1865) è stato un medico e farmacologo italiano.

## Biografia
Nacque a Brusciano, nell'entroterra napoletano, da una ricca famiglia di possidenti terrieri, a Napoli nel 1820 conseguì la laurea in medicina.
Fu uno degli esponenti maggiori della scuola medica napoletana, iniziatore di un nuovo approccio alla disciplina farmacologica. La sua opera principale è considerata il Trattato di farmacologia e terapeutica generale, pubblicato nella città partenopea nel 1853 . Nel 1834 descrisse le manifestazioni della distrofia di Duchenne, studio poi ripreso due anni dopo da Gaetano Conte.
Il figlio Mariano, medico, docente e senatore del Regno, seguì le orme paterne e fu protagonista della vita politica italiana dell'Ottocento.
Morì a Napoli nel 1865; le sue spoglie riposano al Cimitero di Poggioreale nel Quadrato degli uomini illustri.